# Lophiostoma vitigenum
Lophiostoma vitigenum är en svampart som beskrevs av Kaz. Tanaka & Y. Harada 2003. Lophiostoma vitigenum ingår i släktet Lophiostoma och familjen Lophiostomataceae.   Inga underarter finns listade i Catalogue of Life.